# Sant Llorenç de la Muga
Sant Llorenç de la Muga és un municipi de la comarca de l'Alt Empordà. Forma part també de la subcomarca de l'Alta Garrotxa. Està situat en la vall alta del riu Muga, envoltat de muntanyes on els boscos són de pins, alzines i roures. S'hi conreen cereals, vinyes i oliveres. El nucli urbà de Sant Llorenç de la Muga és una obra inclosa en l'Inventari del Patrimoni Arquitectònic de Catalunya.

## Geografia
- Llista de topònims de Sant Llorenç de la Muga (Orografia: muntanyes, serres, collades, indrets..; hidrografia: rius, fonts...; edificis: cases, masies, esglésies, etc).

## Història
El lloc de Sant Llorenç de la Muga és documentat ja al segle X amb el nom «Santi Laurenti de Sambuca», encara que hom creu que ja era habitat en època romana. El nucli històric actual fou fortificat vers els segles xiv i xv, conservant avui en dia el traçat de la muralla format per quatre torres i tres portals, creant un recinte de forma gairebé triangular.
Relacionada amb el sistema defensiu de la localitat destaca també la Torre de Guaita o Torre dels Moros.
La Baronia de Sant Llorenç de la Muga va estar vinculada, principalment, al llinatge Rocabertí.
Al llarg del segle xviii la població es desenvolupà gràcies a l'activitat menestral de paraires, teixidors i cardadors. Sota el regnat de Carles III, s'explotaren les mines de ferro i plom, fundant diverses fargues, com la Reial Foneria de Sant Sebastià de la Muga, dedicada a l'elaboració de munició. Al maig de l'any 1794 va ser destruïda pel general francès Pierre François Charles Augereau i les seves tropes, en la Batalla de Sant Llorenç de la Muga, durant la Guerra Gran.
Les ruïnes d'aquesta foneria estan cobertes actualment pel pantà de Darnius-Boadella. Els elements més destacats del nucli són el Castell medieval de Sant Llorenç, amb les diferents torres, portals i trams de muralles de la fortificació, l'Església romànica de Sant Llorenç i les diferents carrers i cases d'origen medieval i d'època moderna. algunes d'elles amb llindes decorades o amb inscripcions, principalment dels segles 17 i 18.
Una part significativa del patrimoni històric de la localitat està relacionada amb l'aprofitament de l'aiguaː sistema de regadiu, rescloses, canals, recs, fonts, sínies, safareigs, etc. A part dels molins, fargues, ponts (destacant el Pont Vell i el Pont de Sant Antoni) etc.
Dintre del terme es troben diverses ermites tals com Sant Jordi, Sant Antoni, Sant Andreu, Mare de Déu de Palau, 
Entre les masies del terme es poden esmentar La Cadamont amb el seu Molí de la Cadamonnt

## Nucli històric
El nucli antic de Sant Llorenç de la Muga està situat a la banda de migdia del nucli urbà. Es tracta d'un nucli recentment arranjat, dels més destacats de la comarca. Està format per un recinte fortificat de planta irregular, allargada. Els trams de la muralla de Sant Llorenç de la Muga conservats que presenten més llargada són els costats de tramuntana, que conserva diverses torres, espitlleres i restes emmerletades, i migdia, aquest últim en paral·lel al riu i més degradat que l'anterior, ja que moltes cases foren afegides al mur. El sector de llevant és més curt que la resta i, a l'extrem de tramuntana, es conserven els vestigis del portal de Baix, el qual actualment forma un passadís.
A ponent es conserva el portal de Dalt, de planta quadrada, amb restes de merlets i espitlleres allargades, i format per dos arcs de mig punt adovellats. Ambdós portals donaven accés a l'interior de la vila, travessant-la de llevant a ponent. En general, els quatre sectors del recinte emmurallat esmentat conserven prou i evidents restes de fortificació com sageteres, espitlleres, merlets i torres (Torre Farlingu). L'urbanisme del conjunt està estructurat mitjançant dues grans vies que el travessen d'est a oest. Es tracta de carrers de traçat rectilini, estrets i que en algun racó conformen petites placetes.
Un dels carrers més emblemàtics del nucli històric és el Carrer del Barri
Les cases situades dins l'antic recinte murat estan datades dels segles XVI, XVII i XVIII. En general es tracta de grans casals de planta rectangular amb les cobertes de dues vessants, distribuïts en planta baixa i dos pisos. Majoritàriament presenten portals de mig punt adovellats i grans portes i finestres rectangulars, emmarcades amb carreus de pedra ben desbastats i les llindes planes. Estan bastides en pedra desbastada de diverses mides lligada amb morter i disposada d'una forma regular. Moltes d'elles han estat rehabilitades en els últims temps i d'altres presenten els paraments exteriors arrebossats i pintats.

## Demografia
| Entitat de població     | Habitants (2023) |
| Sant Llorenç de la Muga | 275              |
| Font: Idescat           |                  |

| 1497 f | 1515 f | 1553 f | 1717 | 1787 | 1857  | 1877 | 1887 | 1900 | 1910 |
| ------ | ------ | ------ | ---- | ---- | ----- | ---- | ---- | ---- | ---- |
| 53     | 54     | 44     | 645  | 773  | 1.119 | 977  | 822  | 761  | 715  |

| 1920 | 1930 | 1940 | 1950 | 1960 | 1970 | 1981 | 1990 | 1992 | 1994 |
| ---- | ---- | ---- | ---- | ---- | ---- | ---- | ---- | ---- | ---- |
| 631  | 511  | 446  | 384  | 373  | 183  | 184  | 160  | 156  | 156  |

| 1996 | 1998 | 2000 | 2002 | 2004 | 2006 | 2008 | 2010 | 2012 | 2014 |
| ---- | ---- | ---- | ---- | ---- | ---- | ---- | ---- | ---- | ---- |
| 131  | 127  | 182  | 185  | 192  | 196  | 218  | 222  | 248  | 249  |

| 2016 | 2018 | 2020 | 2022 | 2024 | 2026 | 2028 | 2030 | 2032 | 2034 |
| ---- | ---- | ---- | ---- | ---- | ---- | ---- | ---- | ---- | ---- |
| 247  | 251  | 265  | 267  | 258  | -    | -    | -    | -    | -    |